# Petit omentum

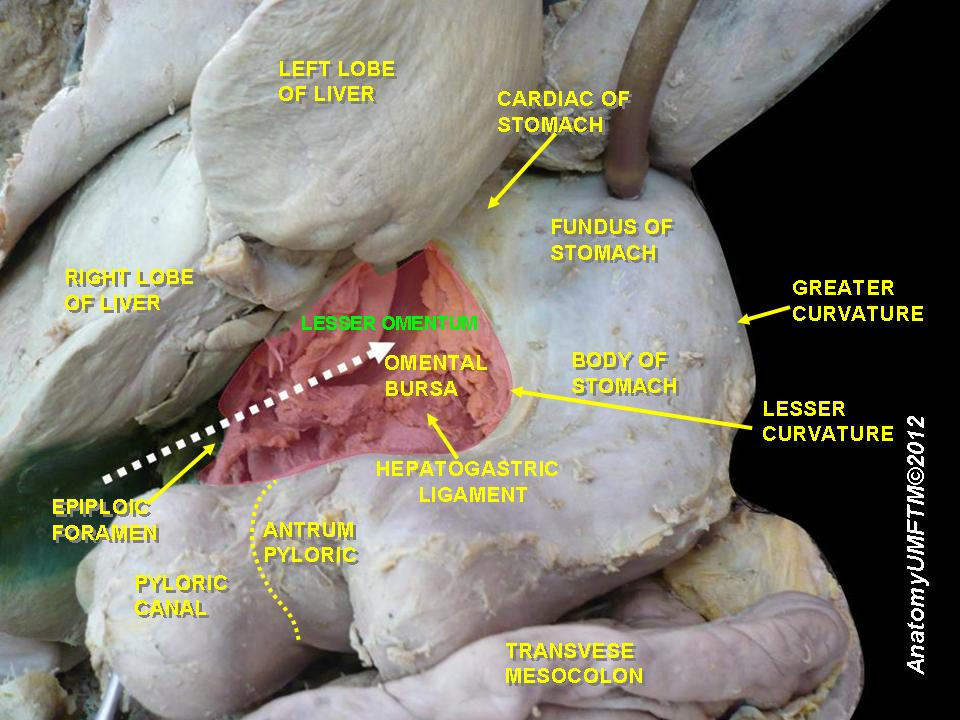
Vue anatomique du petit omentum (lesser omentum) : structure péritonéale tendue entre le foie et l’estomac, composée du ligament hépato-gastrique et du ligament hépato-duodénal. Elle participe à la formation de la bourse omentale et contient les éléments du pédicule hépatique.

Le petit omentum ou petit épiploon est une structure péritonéale entre le foie et l'estomac qui sert à acheminer les vaisseaux du foie.

## Description
Le petit omentum ou petit épiploon est composé des ligaments hépato-gastrique et hépato-duodénal.
Le ligament hépato-duodénal, c'est-à-dire le bord libre droit du petit omentum recouvre et protège la triade porte hépatique. Celle-ci comprend la veine porte hépatique, l'artère hépatique propre et le conduit biliaire commun.
On peut diviser le petit omentum en plusieurs parties qui sont : 
- la pars condensa : au niveau du cardia ;
- la pars flaccida ;
- la pars vasculosa : enveloppant le hile hépatique.